# فيلق العمل النسائي الكوري التطوعي

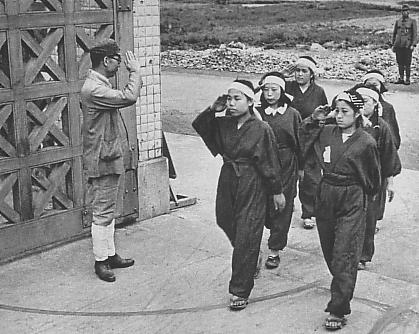

يعد فيلق العمل النسائي الكوري التطوعي أو الفيلق التطوعي لنساء شبه الجزيرة الكورية جزءاً من فيلق النساء التطوعي الذي تم إنشائه في إبريل عام 1944 كمجموعة عمل للنساء اليابانيات والكوريات. كان الفيلق وسيلة لإجبار النساء على ممارسة أعمال الزامية على الرغم من أن هدفه الرسمي كان إتاحة الفرصة للنساء لخدمة الإمبراطورية اليابانية قبل الزواج.

## نبذة
المعني المقصود من مصطلح الفيلق تطوعي هو المبادرة بالتنظيم من أجل الوطن حيث تم استخدم هذا المصطلح في العديد من المناطق لمجموعات الدعم الحربي. عندما استمرت أزمة العمالة وقت الحرب بدأت منظمة الفيلق التطوعي وتبعته منظمة الفيلق النسائي التطوعي التي تتكون من العاملات النساء.
من غير المعروف متى بدأ فيلق العمل النسائي التطوعي في كوريا حيث لم تبدأ صناعة السفن من قبل النساء على أساس قانوني. وفي 23الـ من أغسطس 1944 بدأ التأسيس القانوني لمرسوم عمالة النساء الكوريات التطوعي وبدأت المجموعات بالعمل بشكل قانوني. تم تطبيق القانون أيضاً على كوريا الاستعمارية وتايوان.
التحقت السيدات الكوريات العازبات اللاتي تراوحت أعمارهن بين الثانية عشر والأربعين إلى الجيوش وتم حشدهم لمصانع الذخيرة. كان هناك العديد من طرق التجنيد التي تضمنت وكالة المكاتب الحكومية، التعيين العام، الدعم الطوعي والإعلانات عبر المدارس والمنظمات. تم تجنيد 200,000 امرأة يابانية وكورية كعاملات منهن 50,000 إلى 70,000 كورية

## القضايا
في ربيع 1944 في جنوب مقاطعتي تشنغتشونغ وجولا تم تجنيد فتيات بدعوة من المدرسة تتراوح أعمارهن بين 12 و14 عاماً وأجبرن على العمل في مصنع الطائرات الحربية التابع لميتسوبيشي للصناعات الثقيلة بدون أجر. بعض منهن تم تقديمهن بواسطة معلمون يابانيون ويقدر عدد الفتيات اللاتي عملن في المصنع 400 فتاة.
يذكر أن الفتيات المجندات من شمال مقاطعة غيونغسانغ قد أجبرن على العمل في شركة لوجستيات تدعى مؤسسة فوجيكوشي المحدودة للصناعات الصلبة، *توياما بلانت* وأيضاً لم يتلقين أجراً ملائماً. وفي 1943 سمعت كيم كوم-جين التي كانت طالبة بمدرسة سيول العلمية للتدبير المنزلي مدير المدرسة هوانج سن-دوك وهو يعرب عن استيائه انه «لا يوجد طلبة تدعم فيالق عمل تطوعية. إنها مختلفة عن المدارس الأخرى» والتحقت بالفيلق. عملت كيم كوم-جين في صناعة الرصاص بمصنع فوجيكوشي ثم عادت لأرض الوطن بعد الحرب.
تم الإشادة أيضا بإنهن عملن في مؤسسة نومازو بلانت لصناعة النسيج، مصنع ميتسوبيشي ناجويا للطائرات، مرفأ سفن ناجازاكى، ساحة ساغامي البحرية وياواتا للصناعات الصلبة. *doutoko*  

## الفارق عن نساء المتعة
كان فيلق العمل النسائي الكوري التطوعي تجنيداً للعمالة واختلف عن نساء المتعة اللاتي تم استغلالهن جنسياً. كان اللفظ «فيلق تطوعي» يستخدم تبادلاً مع لفظ «نساء المتعة» بعد الحرب ونتيجة لسوء الفهم هذا لم يستطع بعض النساء اللاتي انتهين من العمالة الإلزامية أن يوضحن أنهن عملن في العمل القسري خوفاً من أن يساء فهمهن كنساء متعة.